# Емерсон Шейх
Емерсон Шейх, уроджений Марсіо Пассос де Альбукерке (порт. Márcio Passos de Albuquerque, араб. إيمرسون باسوس; нар. 6 вересня 1978, Нова-Ігуасу, Бразилія) — колишній катарський футболіст бразильського походження, що грав на позиції нападника. Виступав за національну збірну Катару.
Дворазовий володар Кубка Катару. Переможець Ліги Каріока. Володар Кубка Лібертадорес. Клубний чемпіон світу.

## Клубна кар'єра
Вихованець футбольної школи клубу «Сан-Паулу». Дорослу футбольну кар'єру розпочав 1998 року в основній команді того ж клубу, в якій провів один сезон, взявши участь в 11 матчах чемпіонату.
Згодом з 1999 по 2011 рік грав у складі команд клубів «Консадолє Саппоро», «Кавасакі Фронталє», «Урава Ред Даймондс», «Аль-Садд», «Ренн», «Аль-Садд», «Фламенго», «Аль-Айн» та «Флуміненсе».
Своєю грою за останню команду привернув увагу представників тренерського штабу клубу «Корінтіанс», до складу якого приєднався 2011 року. Відіграв за команду з Сан-Паулу наступні три сезони своєї ігрової кар'єри. У складі «Корінтіанс» був одним з головних бомбардирів команди.
Протягом 2014—2015 років захищав кольори клубів «Ботафогу» та «Корінтіанс».
Завершив професійну ігрову кар'єру у клубі «Фламенго», у складі якого вже виступав раніше. Прийшов до команди 2015 року, захищав її кольори до припинення виступів на професійному рівні у 2016.

## Виступи за збірні
Протягом 1998—1999 років залучався до складу молодіжної збірної Бразилії. На молодіжному рівні зіграв у 6 офіційних матчах, забив 2 голи.
2008 року дебютував в офіційних матчах у складі національної збірної Катару. Протягом кар'єри у національній команді, яка тривала усього 1 рік, провів у формі головної команди своєї нової країни 15 матчів, забивши 8 голів.

## Досягнення
- Володар Кубка Джей-ліги:

«Урава Ред Даймондс»: 2003
- Володар Кубка наслідного принца Катару:

«Ас-Садд»: 2006, 2007, 2008
- Володар Суперкубка ОАЕ:

«Аль-Айн»: 2009
- Переможець Ліги Каріока:

«Фламенго»: 2009
- Чемпіон Бразилії:

«Фламенгу»: 2009
«Флуміненсе»: 2010
«Корінтіанс»: 2011, 2015
- Володар Кубка Лібертадорес:

«Корінтіанс»: 2012
- Клубний чемпіон світу:

«Корінтіанс»: 2012
- Володар Рекопа Південної Америки:

«Корінтіанс»: 2013